# قاعدة بيانات الخيال التأملي على الإنترنت
قاعدة بيانات الخيال التأملي على الإنترنت (بالإنجليزية: The Internet Speculative Fiction Database) وَتُدعى اختصاراً ISFDB وهيَ قاعدة بيانات للمعلومات الببليوجرافية ذات النوع الخيالي التأملي والتي تتضمن الخيال العلمي، كما تتضمن معلومات ببليوجرافية للأنواع ذات الصِلة مِثل الفنتازيا وَالرُعب.
بُنيت قاعدة بيانات الخيال التأملي بِجهود مُتطوعين كَما هوَ الحال في ويكيبيديا، وَتتوفر قاعدة بيانات الخيال التأملي والأكواد البرمجية الخاصة بِها تحت رُخصة المشاع الإبداعي، وَهُناك جهود بينَ ويكيبيديا وقاعدة بيانات الخيال التأملي للربط بينهما، وبالإضافة لويكيبيديا هُناك مُنظمات أُخرى تَعمل على استخدام البيانات أيضاً مِثل فريبيس.

## روابط خارجية
- قاعدة بيانات الخيال التأملي على الإنترنت على موقع Open Hub (الإنجليزية)
- قاعدة بيانات الخيال التأملي على الإنترنت على موقع SourceForge (الإنجليزية)
- الموقع الرسمي
- ISFDB Bibliographic Tools على موقع سورس فورج